# 小横垅乡
小横垅乡，是中华人民共和国湖南省怀化市溆浦县下辖的一个乡镇级行政单位。

## 行政区划
小横垅乡下辖以下地区：
罗丰村、金子村、金蒲村、治湾村、大同村、茶林村、白水村、东龙村、杨柳村、旁山村、团结村、双林村、月溪村、雷坡村、泥塘村和高台村。